# Акуила
 Тази статия е за града в Италия.  За провинцията вижте Акуила (провинция).  
А̀куила (на италиански: L'Aquila) е град и община в Южна Италия, административен център на провинция Л'Акуила и столица на регион Абруцо. Разположен е на 714 m надморска височина. Населението на града е 72 696 души (към декември 2009).
В 6 април 2009 г., 3:32 местно време, е станало силно земетресение в регион Абруцо. Основният трус е с магнитуд 6,2 и епицентърът е близо до град Л'Акуила. Голяма част на града е разрушена от трусовете и жертвите са 308 на брой.